# Examília
Examília (Examilia) är en ort i Grekland.   Den ligger i prefekturen Nomós Korinthías och regionen Peloponnesos, i den sydöstra delen av landet, 70 km väster om huvudstaden Aten. Examília ligger 134 meter över havet och antalet invånare är 1 810.
Terrängen runt Examília är platt åt nordost, men åt sydväst är den kuperad. Havet är nära Examília norrut. Runt Examília är det ganska tätbefolkat, med 100 invånare per kvadratkilometer. Närmaste större samhälle är Korinth, 5,2 km norr om Examília. 